# Force Z
Force Z var en britisk flådestyrke med seks skibe, som den 27. oktober 1941, kort før udbruddet af Stillehavskrigen under 2. verdenskrig blev opstillet under ledelse af admiral Sir Tom Phillips. Styrken skulle hindre japanske flådestyrker i at foretage invasion af britiske kolonier i Sydøstasien, herunder opfange den japanske invasionsstyrke, som skulle gå i land i Malaya.
Slagskibet HMS Prince of Wales forlod Greenock den 24. oktober med destroyerne HMS Electra og HMS Express med kurs mod Kapstaden. Undervejs, den 27. oktober, sluttede yderligere to destroyere sig til styrken. Fra Kapstaden fortsatte flåden til Singapore, hvortil den ankom den 2. december og blev ventet af HMS Repulse.

## Forhistorie
På grund af den stigende krigsfare i Stillehavet anså premierminister Winston Churchill det for uomgængeligt at stationere en britisk indsatsstyrke i de britiske koloniområder i Asien. Denne beslutning gennemtrumfede han på et regeringsmøde den 20. oktober 1941, trods stor modstand. Kernen i denne styrke skulle udgøres af Force Z med to slagskibe og fire destroyere. Det var tanken af udvide styrken i 1942, bl.a. med det nye hangarskib HMS Indomitable.
Den kun i mindre grad moderniserede slagkrydser HMS Repulse lå dengang i havn i Durban i Sydafrika og fik ordre til at sejle til Singapore, da man ikke kunne undvære andre slagskibe udover det moderne HMS Prince of Wales. Ved ankomsten til Singapore overtog admiral Sir Tom Phillips kommandoen over styrken, og HMS Prince of Wales blev hans flagskib.
Skibenes ankomst var ingen hemmelighed for japanerne, som havde fulgt sejladsen. Som følge af den britiske oprustning lod den japanske flådes øverstbefalende admiral Isoroku Yamamoto i alt 36 Betty-bombefly forlægge til Indokina, for at opbygge en slagkraftig luftstyrke der.
På grund af situationens alvor begav admiral Phillips sig kort efter i fly til Manila på Filippinerne, for der at forhandle med den amerikanske general Douglas MacArthur og admiral Thomas C. Hart om det videre forløb. I mellemtiden opdagede et britisk rekognosceringsfly en japansk flåde med kurs mod sydvest i retning af Kra-halvøen. Nyheden blev straks sendt videre til Manila. Herefter afbrød Phillips forhandlingerne og tog tilbage til Singapore, hvor han straks gik om bord på sit flagskib.
Den 8. december 1941 omkring kl. 17.35 afsejlede Force Z med kurs mod Thailandbugten for at opfange den japanske troppekonvoj i det Sydkinesiske hav. Adskillige krydsere og destroyere, som også lå i Singapore blev tilbage, enten fordi de var for langsomme eller var under reparation. Phillips vidste at Royal Air Force, som kun rådede over nogle få forældede fly ikke kunne give ham dækning i luften. Han gik imidlertid ud fra, at de japanske fly ikke kunne operere så langt fra deres baser. Desuden havde fly på daværende tidspunkt ikke sænket skibe større end svære krydsere.

## Ødelæggelsen af Force Z
Om eftermiddagen den 9. december blev styrken først opdaget af en japansk ubåd og senere af et fly fra en krydser, som opdagede den øst for Anambas-øerne og skyggede den i længere tid uden at briterne opdagede det. Om aftenen blev destroyeren HMS Tenedos sendt retur til Singapore på grund af brændstofmangel. De resterende skibe fortsatte indtil videre deres kurs indtil de kl. 20.55 vendte om ud for Khota Baru, da de ikke kunne finde den japanske styrke. De japanske rekognosceringsfly, som ankom kort tid efter fandt nu ikke længere nogle skibe.
Omkring kl. 1.00 fik Phillips nyheden om at den japanske hær var gået i land ved Kuantan, hvilket dog senere viste sig at være forkert. Derefter vendte Force Z igen mod nord i retning af Malayahalvøen. Phillips meddelte imidlertid ikke dette til basen i Singapore, men holdt radiotavshed.
Klokken 8.00 den 10. december nåede Force Z Kuantan. Phillips måtte imidlertid konstatere, at der ikke var sket en japansk landgang. Derfor besluttede han af følge kysten sydpå tilbage mod Singapore.
Omkring kl. 11 opdagede 10 fly fra den japanske 22. Marine-eskadrille Force Z og indledte det første angreb. Yderligere 27 bombefly og 61 fly med torpedoer fulgte kort tid efter. Skibene forsvarede sig med kraftig Flak beskydning og forsøgte at undvige om end med ringe held på grund af en taktisk fejl begået af admiral Phillips.
Admiral Phillips flagskib HMS Prince of Wales var i centrum af styrken og det primære mål for luftangrebet og blev allerede efter kort tid ramt alvorligt af torpedoer. En japansk torpedo ramte ganske vist den svært pansrede bagbords side, men forårsagede ringe skader. Den næste ramte imidlertid den bagbords skruebrønd, hvilket gav betydelige vibrationer, der forårsagede betydelige skader på udstyr og skotterne mellem de vandtætte rum i skibets indre. Den hurtigt roterende skrueaksel blev revet ud af sine lejer, hvilket førte til store ødelæggelser inde i skibet. Gennem skruebrønden trængte der hurtigt tusindvis af ton vand ind i maskinrummet og på grund af de beskadigede skot også i omkringliggende generatorrum. Det førte sammen med en konstruktionsfejl til at strømforsyningen brød sammen i den bageste halvdel af skibet. Det gjorde det svært at bekæmpe den opståede læk, og på grund af at de elektriske blæsere var faldet ud måtte yderligere maskinrum forlades, da ingen længere kunne være der. På grund af strømafbrydelsen stoppede også halvdelen af flak skytset på dækket. På grund af det indtrængende vand fik skibet stærk slagside, hvilket gjorde det svært at dreje flakkanonerne manuelt. Efter en enkelt træffer var flagskibet som følge af en kædereaktion således stor set sat ud af spillet.
Den langt lettere pansrede HMS Repulse kunne i starten holde sig ude af kampen, og blev i første omgang kun ramt af en bombe, som ikke trængte gennem det pansrede dæk og desuden kun forårsagede mindre skader. Det lykkedes også for Repulse at undvige i alt 14 torpedoer.
Efter en kort pause i kampen kom der et nyt angreb hvor Repulse blev ramt af fire eller fem torpedoer. Den letbeskyttede slagkrydser kunne herefter ikke holde sig flydende og kæntrede i løbet af fem minutter. Den ikke længere manøvredygtige HMS Prince of Wales blev kort tid senere ligeledes ramt af flere bomber og torpedoer og på grund af yderligere læk og strømafbrydelsen var den stort set hjælpeløs overfor de følgende angreb, indtil skibet måtte forlades.
Efter i alt 7 japanske angrebsbølger sank HMS Repulse kl. 12.23 og trak 513 mand med ned. 45 minutter senere fulgte HMS Prince of Wales. 327 besætningsmedlemmer gik ned med skibet, herunder admiral Phillips og skibets kaptajn kommandørkaptajn John Leach. De forholdsvis store tabstal for HMS Repulse skyldtes at den umiddelbart inden havde været fuldt kampdygtig og kæmpede, mens HMS Prince of Wales havde lang tid at evakuere skibet i. HMS Prince of Wales havde de største tab allerede før sænkningen ved en tilfældig bombetræffer i skibets biograf, hvor hundredvis af sårede under behandling og evakuerede maskinfolk omkom. De overlevende blev reddet af de ledsagende destroyere og bragt til Singapore.
De britiske styrker i Sydøstasien blev herved stærkt svækket. Yderligere forstærkninger kunne ikke afsendes, da alle enheder var bundet i Afrika og Europa. I tiden efter faldt Singapore til japanerne og den 26. december overgav de sidste britiske enheder i Hong Kong sig.

## Betydningen for den strategiske situation til søs
Sænkningen af de to eneste allierede slagskibe i det Indiske ocean og det sydlige Stillehav var et alvorligt slag for briterne og rystede de allieredes tro på en sejr.
Skibene var afsendt til Stillehavet med henblik på at de kunne udgøre den ubestemte trussel, som store tungtbevæbnede skibe med ukendt position udgør på fjendens flådeplaner (Winston Churchill, Den anden Verdenskrig, 1948). Endnu sent om aftenen den 9. december havde krigskabinettet i London diskuteret de to skibes kommende indsats. Churchill havde foreslået, at de som en solidarisk handling skulle slutte sig til resterne af den angrebne amerikanske stillehavsflåde i Pearl Harbor. Han skrev senere i sin historie om Anden Verdenskrig:
| Citat | Under hele krigen ramte intet slag mig mere uventet, [... først senere] fattede jeg de uhyre konsekvenser af denne nyhed. [...] Japan herskede uindskrænket over de uhyre vidder i dette ocean. Vi var, hvor end man vendte sig, nøgne og blottede | Citat |
|       | |       |

Det var første gang at slagskibe var blevet sænket af fly på åbent hav. Især tabet af det morderne HMS Prince of Wales var et stort chok, da den katastrofale tilfældige træffer i starten af slaget først blev konstateret ved undersøgelser af vraget efter krigen. Med denne hændelse sluttede tiden med de usynlige slagskibe, og tiden med hangarskibet som det dominerende våben på havet begyndte.
Den amerikanske general Douglas MacArthur skrev senere i sine erindringer (Reminiscences, New York 1964): „Sir Tom gik ned med Prince of Wales og sammen med ham sluttede en hel æra. Aldrig mere ville store skibe blive sendt ind i fjendtlige farvande uden luftstøtte; Billy Mitchell havde ret.“ (General William "Billy" Mitchell var i 1926 blevet dømt og degraderet af en militærdomstol, fordi han offentligt havde kritiseret sine overordnede på grund af deres modstand mod udbygningen af det amerikanske luftvåben.)
- HMS Prince of Wales i Singapores havn
- HMS Repulse forlader Singapore
- HMS Electra
- HMS Express

## Eksterne kilder
- Komplet oversigtsside om hændelsen Arkiveret 10. oktober 2018 hos  Wayback Machine (engelsk)